# Vitalij Petrov
Vitalij Aleksandrovič Petrov (ruski: Виталий Александрович Петров; Viborg, 8. rujna 1984.) bivši ruski vozač Formule 1. Petrov je rodom iz Viborga, na temelju čega je i dobio nadimak "viborška raketa".

## Karijera

### Počeci[1]
Vitalij je karijeru započeo u ruskom Lada kupu 2001. godine, a sljedeće godine je uvjerljivo osvojio naslov prvaka pobijedivši na svih pet utrka, uz isto toliko prvih startnih pozicija i najbržih krugova. Iste godine vozio je jednu trku u VW Polo kupu i dvije u Formuli RUS. U obje kategorije je imao maksimalan učinak pobijedivši u sve tri utrke.
Tokom 2003. nastupao je u Formuli Renault 2000 u raznim prvenstvima, ali bilježi samo jednu pobjedu u Formula Renault 2.0 UK Winter Series. Također, nastupao je u jednoj utrci Euro Formula 3000. I tokom 2004. godine vozio je u istoj kategoriji, ali bez uspjeha, vozeći paralelno i rusko prvenstvo Lada Revolution Russia, gdje je na kraju zauzeo drugo mjesto.
Slabi rezultati tijekom sljedeće dvije sezone natjerali su ga da svoju karijeru u silaznoj putanji osvježi povratkom u Rusiju i pokuša ispočetka. To se na kraju pokazalo dobrim rješenjem jer je poslije dva naslova prvaka u Formula 1600 Russia i Lada Revolution Russia, 2005. ponovo okušao u Euro Formula 3000, gdje osvaja treće mjesto s četiri pobjede. Vozio je i u GP2 za momčadi David Price Racing i u F3000 Interantional Masters za Charouz Racing Systems.

### GP2 serija
Usljedile su godine u GP2 seriji. 2007. je vozio za momčad Campos Grand Prix i ostvario svoju prvu pobjedu. Narednih sezona natjecao se u oba GP2 prvenstva, Asia i World Series za momčad Barwa International Campos Team. U oba prvenstva ostvario je po jednu pobjedu i osvojio 3. mjesto u Aziji, odnosno 7. mjesto u regularnom prvenstvu. U istoj momčadi nastavio je svoju karijeru, a u zimu 2008./09. u azijskom GP2 prvenstvu ponovo ostvaruje jednu pobjedu i zauzima ukupno 5. mjesto, da bi vrhunac karijere dostigao sljedeće godine u GP2 seriji, gdje je zabilježio dvije pobjede i u konačnom plasmanu bio drugi iza Nijemca Nica Hülkenberga.

### Formula 1
Petrov je odlučio svoju karijeru nastavi u Formuli 1 i spominjao se među vozačkim kandidatima Campos Mete 1, BMW Saubera i Renaulta, ponajviše zbog cifre od 10-15 milijuna dolara sponzorskih sredstava koja bi donio u momčad. Petrov je nakon toga potvrdio da pregovara Renaultom i da mu se to čini kao najbolja opcija za nastavak karijere, međutim njegova budućnost u Formuli 1 došla je pod znak upitnika jer se saznalo da Petrov nema sponzorsko zaleđe. Renault je, nakon što je njegov otac priznao da je osobno podigao kredit od 15 milijuna eura kako bi sinu financirao mjesto u Formuli 1 za 2010. potvrdio Petrova kao svog drugog trkaćeg vozača.
Petrov je svoj prvi puni dan u F1 bolidu (R30) kompletirao 3. veljače 2010. na posljednjem danu prve serije predsezonskih testiranja u Valenciji. Najbrži krug od 1:13.097 je odvozio na kraju dana i zauzeo šesto mjesto. Petrov je na kvalifikacijama Veliku nagradu Bahreina bio 17. najbrži i bio drugi najbrži rookie iza Williamsovog vozača Nice Hulkenberga koji je imao 13. vrijeme. Tijekom Velike nagrade Bahreina Petrov se iz utrke povukao zbog problema s ovjesom, što se nagađa kao posljedicu agresivnog jahanja preko pasica. Prije odustajanja, Petrov je, zahvaljujući dobrom startu, držao 11. mjesto.
Na kvalifikacijama za Veliku nagradu Australije Petrov je ispao već u Q1, no u utrci je imao sjajan start u kojoj je napredovao osam mjesta, ali zbog izlijetanja sa staze u 10. krugu zapeo je u pješčanu zamku, te bio primoran odustati od nastavka utrke.
Za vrijeme kiša koja je lijevala prije, ali i u vrijeme kvalifikacija u Maleziji Petrov je prošao Q1, ali ispao u Q2 i ostvario 11. startno mjesto. U utrci Petrov je imao sjajnu borbu s Lewisom Hamiltonom u Mclarenu. Hamilton ga je prvo pretekao na posljednjem zavoju da bi Vitalij vratio poziciju u sljedećem zavoju na kraju startne ravnice. Ipak, nakon par krugova Hamilton uspijeva preteći Petrova. No, u 34. krugu završena je utrka Petrova koji je zbog kvara na bolidu unatoč solidnoj vožnji bio prisiljen parkirati svoj Renault pokraj staze i time upisao 3. odustajanje u sezoni. U Kini je Petrov s problemima na slobodnim treninzima osvojio 14. mjesto u kvalifikacijama, no sjajnom utrkom stigao je do sedmog mjesta i prvih bodova u Formuli 1. Petrov je za Veliku nagradu Španjolske na prvom slobodnom treningu imao sudar na 4. zavoju, prilikom čega je snažnije oštetio stražnji kraj svog Renaulta. Ipak, bolid je bio spreman za kvalifikacije, no zbog promjene mjenjača dobio je kaznu i u utrku je krenuo s 19. mjesta. U samoj utrci napredovao je nekoliko pozicija i stigao do 11. mjesta i druge završene utrke u F1 karijeri. Petrov je ulicama Monte Carla bio na 13. mjestu, tada posljednjem nakon odustajanja mnogih vozača, pa je krug prije završetka utrke tijekom sigurnosnog automobila ulaskom u boks završio utrku da očuva gume i motor. Ipak, kako je završio 90% utrke ili više ubrojen mu je osvojeni plasman. Dobar vikend Petrov je imao na VN Turske gdje je tokom cijelog vikenda bio brz i blizu momčadskog kolege. Prvi puta u karijeri probio se u završnu rundu kvalifikacija i u utrku startao s 9. mjesta. Tijekom utrke iza sebe držao je Alonsa u Ferrariju na 8. mjestu, ali je u samoj završnici izgubio bodove zbog sudara s Alonsom, nakon čega mu je pukla guma. Nakon odlaska u boks vratio se na 15. mjesto, ali sa setom svježih guma i laganim bolidom postavio je najbrži krug utrke.

## Popis rezultata u Formuli 1
(legenda) (Utrke označene debelim slovima označuju najbolju startnu poziciju) (Utrke označene kosim slovima označuju najbrži krug utrke)
| Godina | Momčad           | Šasija      | Motor                    | 1.      | 2.      | 3.      | 4.    | 5.     | 6.      | 7.     | 8.     | 9.     | 10.    | 11.    | 12.   | 13.   | 14.    | 15.    | 16.     | 17.     | 18.    | 19.   | Bodovi | Poredak |
| ------ | ---------------- | ----------- | ------------------------ | ------- | ------- | ------- | ----- | ------ | ------- | ------ | ------ | ------ | ------ | ------ | ----- | ----- | ------ | ------ | ------- | ------- | ------ | ----- | ------ | ------- |
| 2010.  | Renault F1 Team  | Renault R30 | Renault RS-27 2.4 V8     | BHR Ret | AUS Ret | MAL Ret | KIN 7 | ŠPA 11 | MON 13  | TUR 15 | KAN 17 | EUR 14 | VBR 13 | NJE 10 | MAĐ 5 | BEL 9 | ITA 13 | SIN 11 | JAP Ret | KOR Ret | BRA 16 | ABU 6 | 27     | 13.     |
| 2011.  | Lotus Renault GP | Renault R31 | Renault RS27-2011 2.4 V8 | AUS 3   | MAL 17  | KIN 9   | TUR 8 | ŠPA 11 | MON Ret | KAN 5  | EUR    | VBR    | NJE    | MAĐ    | BEL   | ITA   | SIN    | JAP    | KOR     | IND     | ABU    | BRA   | 31     | 7.      |

## Vanjske poveznice
- Službena stranica (rus.)
- Profil u Driver Database